# Всесоюзна асоціація робітників науки і техніки для сприяння соціалістичному будівництву
Всесоюзна асоціація робітників науки і техніки для сприяння соціалістичному будівництву в СРСР (ВАРНІТСО).
Створена у жовтні 1927 року. Офіційно ініціаторами були відомі діячі вітчизняної науки і техніки: патологоанатом О.Абрикосов, гідробудівник I.Александров, біохіміки О.Бах, Б.Збарський, О.Опарін, О.Палладін, біологи М.Гамалія, М.Завадський, М.Кольцов, фізико-хімік М.Курнаков, учений в галузі гірничої справи О.Скочинський та інші. Мета організації: об'єднання діячів науки і техніки для свідомої участі у соціалістичному будівництві, подолання аполітичності й нейтралізму в середовищі інтелігенції, засвоєння марксистсько-ленінських постулатів. У лютому 1928 Раднарком СРСР затвердив статут ВАРНІТСО. У березні 1928 організаційно оформлено Українське товариство робітників науки і техніки для сприяння соціалістичному будівництву (УТОРНІТСО). Організатори і перші члени товариства: Д.Багалій, М.Барабашов, Д.Граве, Л.Громашевський, С.Гречиков, В.Маковський, Б.Ніколаї, Є.Опоков, М.Пакуль, О.Палладін, К.Семінський, О.Соколовський, М.I.Яворський. УТОРНІТСО займалося пропагандою наукових знань, організацією технічної допомоги підприємствам і сільському господарству, політико-освітньою роботою. При виборах до ВУАН була обов'язкова рекомендація УТОРНІТСО. Асоціація мала свій друкований орган — журнал «Фронт науки и техники».
На початку 1930-х років ВАРНІТСО стала об'єктом цькувань і репресій. Зазнало чисток УТОРНІТСО. В середині 1930-х років стало очевидним, що товариство вже не потрібне керівному комуністичному режимові. В 2-й половині 1930-х років з газетних і журнальних сторінок зникли назви ВАРНІТСО й УТОРНІТСО — організація остаточно припинила свою діяльність.